# 汝城戰鬥
汝城戰鬥發生於1932年5月12－23日，地點則是在中國湘南一帶。該戰鬥是國共內戰前期主要戰鬥之一
交戰一方為中華民國國民革命軍，另一方則為中國共產黨所領導之中國工農紅軍。國民革命軍於13日佔領汝城，紅軍分向文英及井岡山退守|
- 保安團